# Jake Gosling
Jake Gosling (Oxford, Oxfordshire, Inglaterra; 11 de agosto de 1993) es un futbolista gibraltareño. Juega de mediocampista. Actualmente está sin equipo luego de dejar el Torquay United en julio de 2018.
Es internacional absoluto con la selección de fútbol de Gibraltar, ya que su padre nació en la península.

## Trayectoria
Gosling fichó por el Centro de Excelencia del Swindon Town a sus diez años. Un año después fue fichado por el Centro de Excelencia del Plymouth Argyle luego de que se mudara con su familia a Newquay. Fue liberado por el Plymouth Argyle a sus 16  años, e inmediatamente se inscribió en el Hartpury College. Mientras estaba en Hartpury, Gosling recibió una oferta para probarse en el equipo juvenil del Exeter City, teniendo éxito y fichando con este último. Se graduó de la academia y firmó un contrato profesional con el club en abril de 2012.
Anotó un gol "impresionante" frente al Dorchester Town en la pretemporada, y se unió al Dorchester de la Conference South a préstamo en septiembre; la cesión inicial por un mes luego sería extendida hasta enero. Durante su paso por Dorchester, Gosling anotó el gol que eliminaría al Plymouth de la FA Cup el 4 de noviembre.
Hizo su debut con el Exeter el 12 de enero de 2013, entrando por Steve Tully en la victoria 3–0 sobre el Southend United en St James Park. Anotó su primer gol con el club para cerrar la victoria como local por 3-0 sobre el Northampton en la League Two el 2 de marzo. Luego del partido, Gosling expresó su deseo de ser un titular regular con el club.
El 13 de marzo de 2014, Gosling se unió al Gloucester City a préstamo hasta el final de la temporada. Gosling debutó tres días después, el 16 de marzo de 2014, en un empate 3–3 frente al Gainsborough Trinity. Gosling terminaría jugando doce partidos y anotando tres goles frente al Brackley Town, Harrogate Town y el Teleford United.
El 17 de mayo de 2014, Gosling anunció que dejaría el Exeter City, aunque sugirió que había recibido una oferta de un contrato nuevo.
Luego de dejar el Exeter City, Gosling fichó por el Bristol Rovers de la Conference Premier para la temporada 2014–15.
Después de un año en el Bristol Rovers, Jake ficha por el Crystal Palace Football Club para la campaña 2015-2016, y firma por dos años

## Selección nacional
En enero de 2014 Allen Baula confirmó que Gosling era elegible para jugar para Gibraltar en los amistosos de ese mes y en su campaña clasificatoria para la Eurocopa 2016 y fue puesto en consideración. En algún momento fue convocado para los amistosos frente a Estonia y Malta el 26 de mayo y el 4 de junio de 2014, respectivamente. Gosling hizo su debut internacional en el partido frente a Estonia, siendo titular y anotando en el gol de Gibraltar en el empate 1–1. El gol de Gibraltar fue el primer gol como visitante del equipo desde que se unió a la UEFA.

### Goles internacionales
| # | Fecha                   | Lugar                                 | Rival   | Gol   | Resultado | Competición                         |
| - | ----------------------- | ------------------------------------- | ------- | ----- | --------- | ----------------------------------- |
| 1 | 26 de mayo de 2014      | A. Le Coq Arena, Tallin, Estonia      | Estonia | 1 - 0 | 1 - 1     | Amistoso                            |
| 2 | 7 de septiembre de 2015 | Estadio Nacional de Varsovia, Polonia | Polonia | 1 - 8 | 1 - 8     | Clasificación para la Eurocopa 2016 |

## Clubes
| Club                         | País       | Año         |
| ---------------------------- | ---------- | ----------- |
| Exeter City                  | Inglaterra | 2011 - 2014 |
| Dorchester Town (cedido)     | Inglaterra | 2012 - 2013 |
| Gloucester City (cedido)     | Inglaterra | 2014        |
| Bristol Rovers               | Inglaterra | 2014 - 2017 |
| Newport County (cedido)      | Gales      | 2016        |
| Cambridge United (cedido)    | Inglaterra | 2016        |
| Forest Green Rovers (cedido) | Inglaterra | 2017        |
| Torquay United               | Inglaterra | 2017 - 2018 |